# Eftim I.
Papa Eftim I. (světským jménem: Zeki Erenerol, rodným jménem: Pavlos Karachisaridis; 1883, Akdağmadeni – 14. března 1968, Istanbul) byl řecký duchovní nekanonické Turecké pravoslavné církve a její 1. nejvyšší představitel.

## Život
Narodil se roku 1883 v Akdağmadeni.
Pracoval jako dělník v továrně. Roku 1915 byl postřižen na monacha se jménem Euthymios (Eftim) a rukopoložen na jeromonacha.
V domě svého souseda Çerkeze Ethema potkal Mustafu Kemala Atatürka a stal se zastáncem jeho myšlenek. Dne 23. dubna 1920 se jako zástupce Turecké pravoslavné komunity celé Anatolie (Umum Anadolu Türk Ortodoksları Cemaatleri) zúčastnil otevření parlamentu.
Roku 1922 zřídil v Kayseri Generální kongregaci anatolských Turků (Umum Anadolu Türk Ortodoksları Cemaatleri), které bylo opozicí konstantinopolského patriarchy Meletia IV. Během setkání v monastýru v Kayseri bylo rozhodnuto o založení turecké církve nezávisle na Konstantinopolském patriarchátu.
Roku 1923 se přestěhoval do Istanbulu a 1. června téhož roku s tichou podporou úřadů zaútočili jeho příznivci na patriarchu Meletia.
Dne 2. října 1923 začal obléhat budovu Svatého synodu Konstantinopolského patriarchátu a jmenoval svůj vlastní synod. Při invazi do budovy patriarchátu se prohlásil „generálním představitelem všech pravoslavných komunit“.
Dne 6. prosince 1923 po rezignaci patriarchy Meletia byl zvolen Grigorios VII. Eftim a jeho příznivci znovu obléhali patriarchát ale byli vyhnáni policií.
Roku 1924 začal sloužit liturgii v turečtině a rychle získal podporu od nové Turecké republiky, která se formovala po pádu Osmanské říše. Eftim prohlašoval, že patriarchát je etnocentrický a podporuje jen řecké obyvatelstvo. Patriarchátem byl exkomunikován za jeho myšlenky a ženatý episkopát. Stejného roku svolal turecký církevní kongres, na kterém byl zvolen patriarchou. Změnil své řecké jméno na turecké a stal se známým jako Zeki Erenerol.
Dne 6. června 1924 bylo rozhodnuto o přemístění sídla patriarchátu z Kayseri do Istanbulu. Nová církev však neměla mnoho příznivců a většina pravoslavných křesťanů zůstalo v jurisdikci Konstantinopolského patriarchátu.
Po smrti Mustafy Kemala ztratil v očích tureckého státu autoritu.
Roku 1953 zorganizoval protestní pochod proti řeckému patriarchovi Athenagorovi a později pokračoval v prohlášeních proti patriarchátu Konstantinopole.
Dne 14. března 1962 rezignoval ze zdravotních důvodů. Jeho nástupcem se stal jeho syn Turgut Erenerol, který přijal jméno Eftim II.
Zemřel 14. března 1968 v Istanbulu. Kvůli jeho exkomunikaci mu byl odepřen pohřeb na řeckém pravoslavném hřbitově Şişli. Turecká vláda musela zasáhnout, aby zajistila jeho pohřeb.